# Pueblo guamare
Los Guamares fueron una etnia indígena de Guanajuato,: 52  México que formaban parte de la  Confederación guamare. Los guamares puros se diferenciaban de los otros miembros de la confederación por ser étnicamente los legítimos guamares, ya que los otros miembros eran de filiación Guachichil, Purépecha o Zacateca.: 52 
Existían a la llegada de los españoles tres grupos de guamares puros: Los de la Comanja de Jaso, los de Pénjamo y los de San Miguél, de los cuales posteriormente surgieron los Copuces.: 245 